# City of New Orleans (album)
City of New Orleans è il trentesimo album in studio del cantante di musica country statunitense Willie Nelson, pubblicato nel 1984.

## Tracce
1. City of New Orleans (Steve Goodman) - 4:47
2. Just Out of Reach (Virgil Stewart, V. F. "Pappy" Stewart) - 3:37
3. Good Time Charlie's Got the Blues (Danny O'Keefe) - 2:52
4. Why Are You Pickin' On Me (Willie Nelson) - 2:26
5. She's Out of My Life (Tom Bahler) - 3:26
6. Cry (Churchill Kohlman) - 3:32
7. Please Come to Boston (Dave Loggins) - 4:17
8. It Turns Me Inside Out (Jan Crutchfield) - 3:27
9. Wind Beneath My Wings (Larry Henley, Jeff Silbar) - 3:46
10. Until It's Time for You to Go (Buffy Sainte-Marie) - 4:06